# Liste der Naturdenkmale im Landkreis Diepholz
Die Liste der Naturdenkmale im Landkreis Diepholz enthält die Naturdenkmale im Landkreis Diepholz in Niedersachsen.
Am 31. Dezember 2016 waren im Landkreis Diepholz 26 Naturdenkmale verzeichnet.

## Naturdenkmale
| Bild                          | Bezeichnung                                                            | Ort, Lage                                                                                                  | Beschreibung                                                                                      | Schutzzweck | Nummer      |
| ----------------------------- | ---------------------------------------------------------------------- | --- | ------------------------------------------------------------------------------------------------- | ----------- | ----------- |
| BW                            | Eiche                                                                  | Varrel bei Dörrieloh (52° 35′ 34,5″ N, 8° 43′ 53,4″ O)                                                     |                                                                                                   |             | ND DH 00001 |
| BW                            | Eiche                                                                  | Lemförde Hinter dem Espohl (52° 27′ 20,1″ N, 8° 22′ 38,2″ O)                                               |                                                                                                   |             | ND DH 00002 |
| BW                            | Alte Rotbuche                                                          | Eydelstedt im Hunteholz bei Barnstorf (52° 42′ 6,9″ N, 8° 30′ 26,4″ O)                                     |                                                                                                   |             | ND DH 00003 |
| BW                            | Findling                                                               | Barnstorf im Hunteholz bei Barnstorf (52° 42′ 55″ N, 8° 30′ 56,3″ O)                                       |                                                                                                   |             | ND DH 00004 |
| BW                            | Waterlooeiche                                                          | Eydelstedt, Donstorf (52° 39′ 0,6″ N, 8° 32′ 54,9″ O)                                                      |                                                                                                   |             | ND DH 00005 |
| BW                            | 9 Findlinge                                                            | Kuppendorf (52° 33′ 53,3″ N, 8° 52′ 43,9″ O)                                                               |                                                                                                   |             | ND DH 00007 |
| BW                            | Reiherkolonie                                                          | Kirchdorf (52° 36′ 52,5″ N, 8° 51′ 28,4″ O)                                                                |                                                                                                   |             | ND DH 00009 |
| BW                            | Ehemaliger sogenannter "Russenfriedhof"                                | Wagenfeld (52° 32′ 20,3″ N, 8° 38′ 59,9″ O)                                                                |                                                                                                   |             | ND DH 00010 |
| BW                            | Findling                                                               | Klein Lessen, Dahlskamp (52° 40′ 14,2″ N, 8° 46′ 7,8″ O)                                                   |                                                                                                   |             | ND DH 00011 |
| BW                            | Findling                                                               | Anstedt Birkenweg/Dammriedeweg (52° 43′ 40,2″ N, 8° 45′ 19,2″ O)                                           |                                                                                                   |             | ND DH 00012 |
| BW                            | Findling                                                               | Aschen (52° 39′ 4,5″ N, 8° 21′ 20,6″ O)                                                                    |                                                                                                   |             | ND DH 00013 |
| BW                            | Eichengruppe                                                           | Anstedt Birkenweg/L341 (52° 43′ 43,6″ N, 8° 45′ 23,6″ O)                                                   |                                                                                                   |             | ND DH 00014 |
| BW                            | Eiche                                                                  | Anstedt Dammriedeweg/Dorfstraße (52° 43′ 40″ N, 8° 45′ 15,8″ O)                                            |                                                                                                   |             | ND DH 00015 |
| Fotos hochladen               | Baumbestand auf der Schlossinsel und am Burggraben                     | Diepholz (52° 36′ 13,4″ N, 8° 22′ 20,6″ O)                                                                 |                                                                                                   |             | ND DH 00016 |
| mehr Fotos \| Fotos hochladen | Kastenbein- oder A-Buche                                               | Syke im Friedeholz (52° 55′ 11,3″ N, 8° 50′ 9,6″ O)                                                        |                                                                                                   |             | ND DH 00017 |
| Fotos hochladen               | Thingstätten- Linde                                                    | Bassum Amtsfreiheit 1 (52° 50′ 40,4″ N, 8° 42′ 55,8″ O)                                                    | Der Baum (eine etwa 150 Jahre alte Linde) fiel am 13. September 2017 einem Herbststurm zum Opfer. |             | ND DH 00018 |
| mehr Fotos \| Fotos hochladen | "Kaffee-Eiche" oder 1000jährige Stiftsgerichtseiche des Stiftes Bassum | Bassum Zur Stiftseiche (52° 50′ 33,5″ N, 8° 43′ 31,2″ O)                                                   |                                                                                                   |             | ND DH 00019 |
| BW                            | Eiche                                                                  | Heiligenfelde Unter den Eichen (52° 52′ 21,6″ N, 8° 51′ 54″ O)                                             |                                                                                                   |             | ND DH 00020 |
| BW                            | Eiche                                                                  | Martfeld im Südosten des Ortes (52° 52′ 18,4″ N, 9° 4′ 21″ O)                                              |                                                                                                   |             | ND DH 00021 |
| BW                            | Eiche                                                                  | Martfeld Kirchstraße 2 (52° 52′ 31,7″ N, 9° 4′ 5,8″ O)                                                     |                                                                                                   |             | ND DH 00022 |
| Fotos hochladen               | Esche                                                                  | Nordwohlde (52° 54′ 16,3″ N, 8° 44′ 7″ O)                                                                  |                                                                                                   |             | ND DH 00023 |
| BW                            | Findling                                                               | Ristedt (52° 56′ 40,3″ N, 8° 46′ 15,3″ O)                                                                  | De krumme Snider                                                                                  |             | ND DH 00024 |
| BW                            | Esche und Eiche                                                        | Weyhe (53° 0′ 20,6″ N, 8° 48′ 39″ O)                                                                       |                                                                                                   |             | ND DH 00025 |
| Fotos hochladen               | Buchengruppe                                                           | Stuhr Birkenweg/L341 (52° 56′ 44,9″ N, 8° 43′ 54,7″ O)                                                     | auch "Schlangenbuche" genannt                                                                     |             | ND DH 00026 |
| Fotos hochladen               | 2 Eiben                                                                | Heiligenrode An der Wassermühle (52° 58′ 54″ N, 8° 42′ 29,3″ O)                                            |                                                                                                   |             | ND DH 00027 |
| BW                            | Ulme                                                                   | Borstel, Ortsteil Sieden südlich der Bundesstraße 214, Nienburger Straße (52° 40′ 18,2″ N, 8° 55′ 18,4″ O) |                                                                                                   |             | ND DH 00028 |